# Anton Tkáč
Anton Tkáč (30. března 1951 Lozorno, Slovensko – 22. prosince 2022) byl československý reprezentant v dráhové cyklistice.
Z počátku se věnoval zejména disciplíně kilometr s pevným startem, ve které získal na mistrovství světa 1970 v Leicestru bronzovou medaili. Po neúspěších přesedlal na sprint a v této disciplíně získal třikrát zlatou medaili na mistrovství světa: v roce 1974 v Montrealu (Kanada), v roce 1976 v Montrealu při OH a v roce 1978 v Mnichově (Německo). Na Olympijských hrách 1976 v Montrealu získal v této disciplíně zlatou olympijskou medaili, když ve finále porazil desetinásobného mistra světa Daniela Morelona z Francie. Vrcholnou sportovní kariéru zakončil na OH 1980 v Moskvě, kde i přes následky předchozího zranění a nedostatku tréninku v období před závodem dokázal ve sprintu postoupit do semifinále a obsadit 4. místo.
Anton Tkáč byl v letech 1976 a 1978 v tehdejším Československu vyhlášený za sportovce roku. Při vyhlašovaní nejlepších slovenských cyklistů 20. století se umístil na prvním místě.
V registračních protokolech VKR (číslo svazku: 19848) byl evidován jako agent StB pod krycím jménem Jožo.
V letech 2001 až 2011 byl prezidentem Slovenského svazu cyklistiky (SZC).

## Sportovní úspěchy[4]
- V letech 1969 až 1980 sedmkrát mistr republiky v závodě na 1 km s pevným startem a sprintu
- 1970 – 3. místo na mistrovství světa v Leicesteru – 1 km s pevným startem
- 1974 – 1. místo na mistrovství světa v Montrealu – sprint
- 1976 – 1. místo na LOH v Montrealu – sprint; tím současně mistr světa
- 1978 – 1. místo na mistrovství světa v Mnichově – sprint

## Umístění v anketách
- Sportovec roku 1976
- Sportovec roku 1978
- Nejlepší slovenský cyklista 20. století